# Cybaeus intermedius
Cybaeus intermedius är en spindelart som beskrevs av Maurer 1992. Cybaeus intermedius ingår i släktet Cybaeus och familjen vattenspindlar. Inga underarter finns listade i Catalogue of Life.